# Arisaema candidissimum
Arisaema candidissimum är en kallaväxtart som beskrevs av William Wright Smith. Arisaema candidissimum ingår i släktet Arisaema och familjen kallaväxter. Inga underarter finns listade.

## Bildgalleri

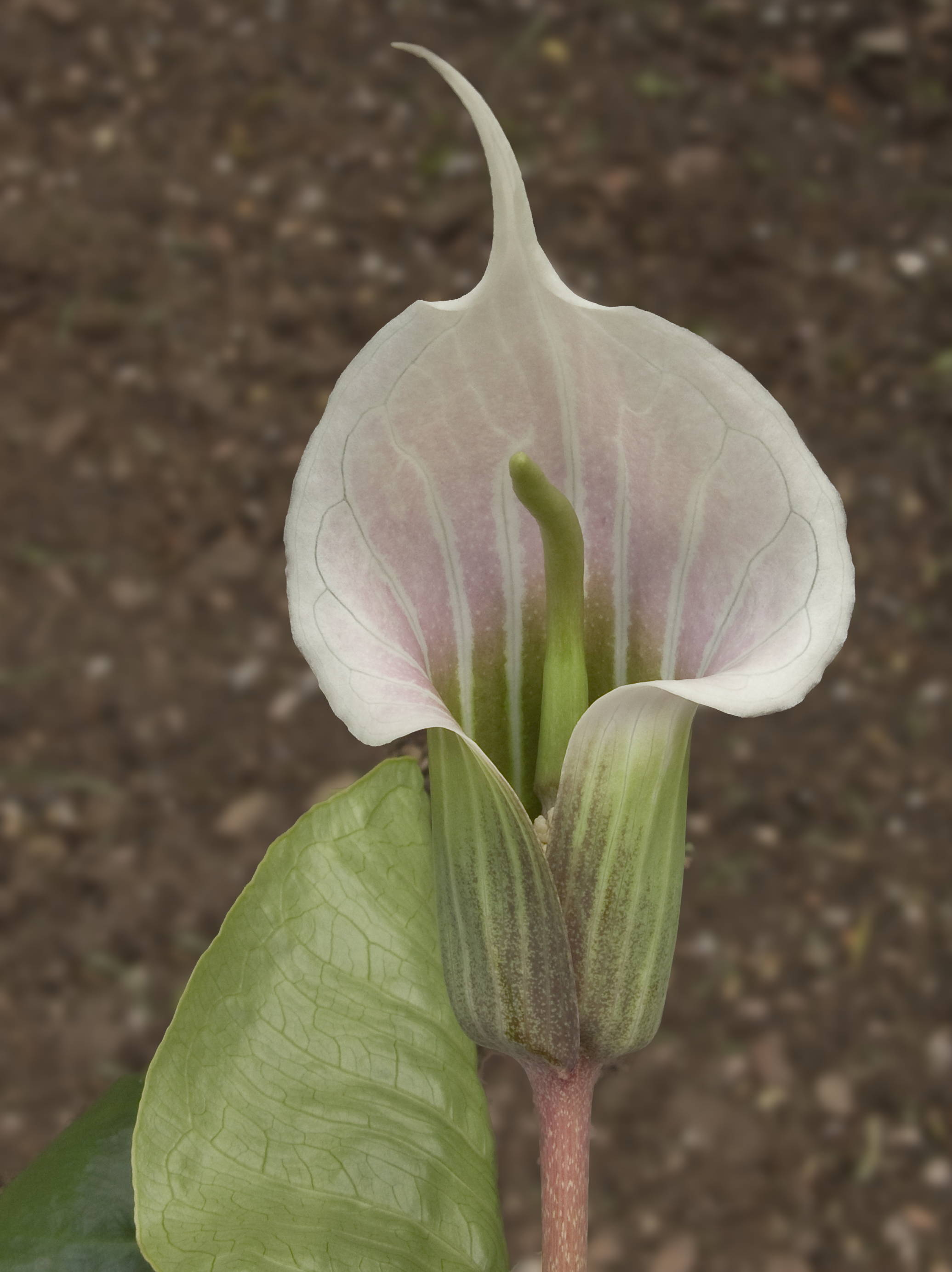
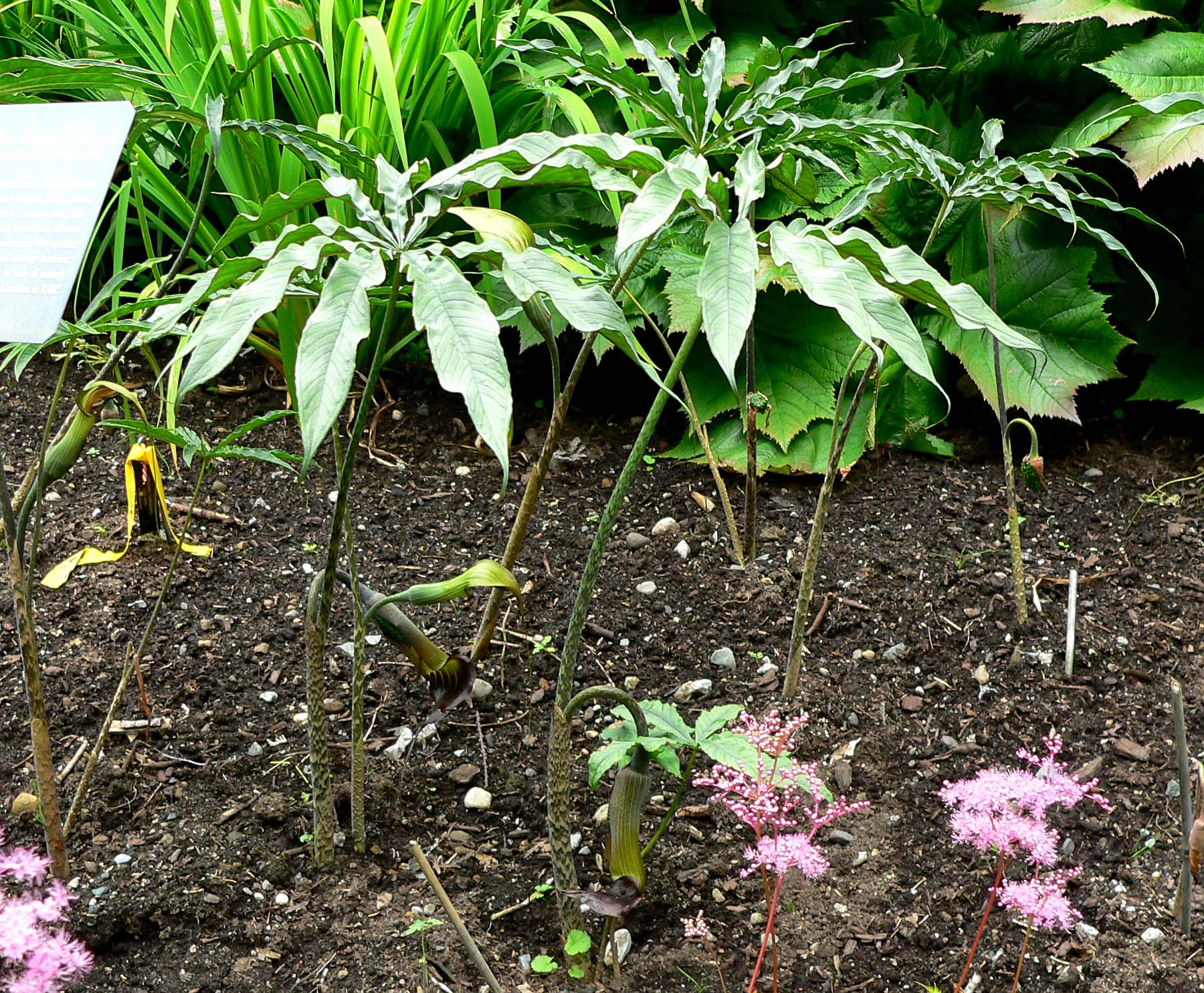
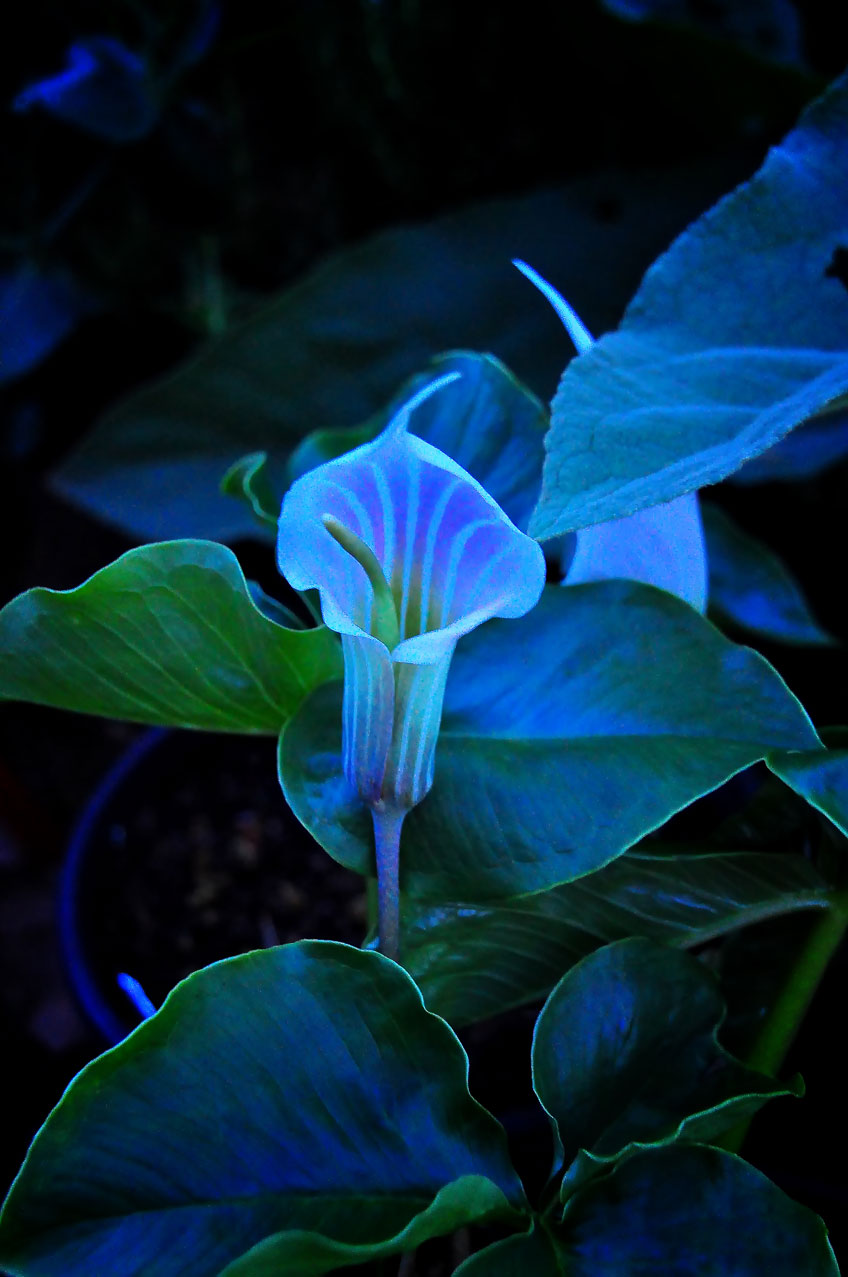